# Noards
Noards é uma comuna francesa na região administrativa da Normandia, no departamento de Eure. Estende-se por uma área de 4,08 km². Em 2010 a comuna tinha 56 habitantes (densidade: 13,7 hab./km²).